# Bernard Gilles Penot
Bernard Gilles Penot (1519-1617) was een Frans alchemist uit de renaissance en een vriend van Nicolas Barnaud. Hij was gedurende zijn leven redelijk arm door zijn alchemistische praktijken, en was een aanhanger van Paracelsus. Hij combineerde zijn interesse voor alchemie met die voor geneeskunde, en was als paracelsiaanse geneesheer actief. Penot behaalde zijn doctoraat aan de universiteit van Basel in 1591, maar wel op discrete wijze, omdat het faculteitsbestuur sterke reserves ten aanzien van Paracelsus' ideeën had.
Opvallend is dat Penot zelf, althans op latere leeftijd, het belang van Paracelsus nuanceerde. Volgens hem werd Paracelsus overbodig indien het werk van de alchemisten Isaac Hollandus, Arnoldus Villanovus en Ramon Llull goed bestudeerd werden. De reden hiervoor zit hem erin dat sommige van de ideeën die aan beide laatstgenoemden werden toegeschreven voor o.a. het bepleitte huwelijk van geneeskunde en alchemie. Van Gijsen merkt verder ook op dat Hollandus zo paracelsiaans is, dat Penot Paracelsus ook wel plagiaat verweten heeft, denkende dat Hollandus ouder was dan Paracelsus.
In het in drie delen verschenen 'Theatrum Chemicum' uit 1602, een compendium van vroeg alchemistische geschriften, was ook een tekst van Penot opgenomen: "Tractatus varii, de vera praeparatione et usu medicamentorum chemicorum, (Praefatio, De medicamentis chemicis)". Hij was ook volgens Didier Kahn de uitgever van het aan Paracelsus toegeschreven werk 'Centum quindecim curationes' in 1582. Penot publiceerde nog tot laat in zijn leven, bijvoorbeeld de De denario medico uit 1608. Daarin staan zowel recepten als alchemistische (chrysopoëtische) traktaten.